# Life Is But a Dream…
Pour l’article ayant un titre homophone, voir Life Is But a Dream.
Albums de Avenged Sevenfold
The Stage
(2016)
Life Is But a Dream… est le huitième album studio du groupe de metal californien Avenged Sevenfold. Il est sorti en 2023 chez Warner Records.

## Historique

### Genèse et enregistrement
En 2018, deux ans après la sortie de leur album The Stage et à l'issue d'un cycle de concerts décrit comme éreintant, Avenged Sevenfold annule sa tournée prévue avec Prophets of Rage et se retire de la scène en raison de l'état de santé de son chanteur M. Shadows, blessé aux cordes vocales. Le groupe s'offre quelques mois de repos avant de se commencer, dès 2019, à plancher sur le prochain album. Celui-ci est écrit et enregistré en l'espace de quatre ans, le processus étant notamment freiné par la pandémie de Covid-19 et les mesures sanitaires afférentes. D'après le bassiste Johnny Christ, le groupe a néanmoins trouvé des aspects positifs à ces contretemps, tirant profit des délais successifs pour affiner leur musique et améliorer la fluidité de l'album, cherchant à en faire « une expérience complète ». Selon M. Shadows, le groupe avait pour ambition de repousser les limites en matière de musique, de textes et de thématiques, cherchant à créer un album où « rien ne sonnerait comme générique ou téléphoné ou pas excitant ».
L'album a été enregistré par Joe Barresi (en) aux Henson Recording Studios (en) (Los Angeles), à la Joe's House of Compression (Pasadena) et aux Costa Mesa Recording Studios (Costa Mesa). L'orchestre a quant à lui été enregistré par Adam Michalak, essentiellement à la Sony Scoring Stage de Culver City.

## Crédits
| Musiciens - M. Shadows : chant - Synyster Gates : guitare - Zacky Vengeance : guitare - Johnny Christ : basse - Brooks Wackerman : batterie | Musiciens additionnels - San Bernardino Symphony (en) : orchestre - Jason Freese : synthétiseur (pistes 3, 4 et 5) - Taura Stinson : chœurs (piste 8) - Brianna Mazzola : chœurs (piste 8) - Synyster Gates : mellotron (pistes 1 et 6), flûte (piste 1), piano (pistes 1, 2, 3, 5, 6 et 11), Rhodes (pistes 2, 5 et 10), Wurlitzer (piste 2), synthétiseur (pistes 6, 7 et 10), harmonica (piste 6) et orgue Hammond (piste 6) |

Production
- Joe Barresi (en) : production, enregistrement, mixage additionnel
- Andy Wallace : mixage
- Dan Malsch : ingénierie du mixage
- Bob Ludwig : mastering
- Adam Michalak : enregistrement (orchestre)
- Jun Murakawa : enregistrement additionnel (orchestre)
- Nick Fainbarg : enregistrement additionnel (orchrestre)
- Brian Rajaratnam : assistance (orchestre)
- Anthony Parnther : chef d'orchestre
- Ines Velasco : orchestration
- Bruce Jacoby : ingénierie des percussions
- Noah Gladstone : recrutement des musiciens
- Wes Lang : illustrations
- Zacky Vengeance : direction artistique pochette
- Alex Tenta : conception pochette

## Accueil

### Critiques
Au sujet des fans déçus par l'embardée stylistique que constitue Life Is But a Dream…, Synyster Gates estime que le temps profitera peut-être à l'album, comparant la polarisation des critiques avec les opinions divisées de ses parents par rapport aux disques des Beatles (sa mère exécrant Sgt. Pepper's et tous les albums l'ayant suivi, tandis que son père éprouve un désintérêt complet pour ceux l'ayant précédé). Il conclut : « Pour beaucoup, [cet album] est la mort d'Avenged Sevenfold. Mais pour beaucoup d'autres, c'est une naissance. La naissance d'un autre groupe. »,.

## Liste des titres
| No  | Titre                | Durée |
| --- | -------------------- | ----- |
| 1.  | Game Over            | 3:46  |
| 2.  | Mattel               | 5:30  |
| 3.  | Nobody               | 5:53  |
| 4.  | We Love You          | 6:15  |
| 5.  | Cosmic               | 7:31  |
| 6.  | Beautiful Morning    | 6:32  |
| 7.  | Easier               | 3:37  |
| 8.  | G                    | 3:37  |
| 9.  | (O)rdinary           | 2:52  |
| 10. | (D)eath              | 3:19  |
| 11. | Life is But a Dream… | 4:31  |